# Slawenoserbien

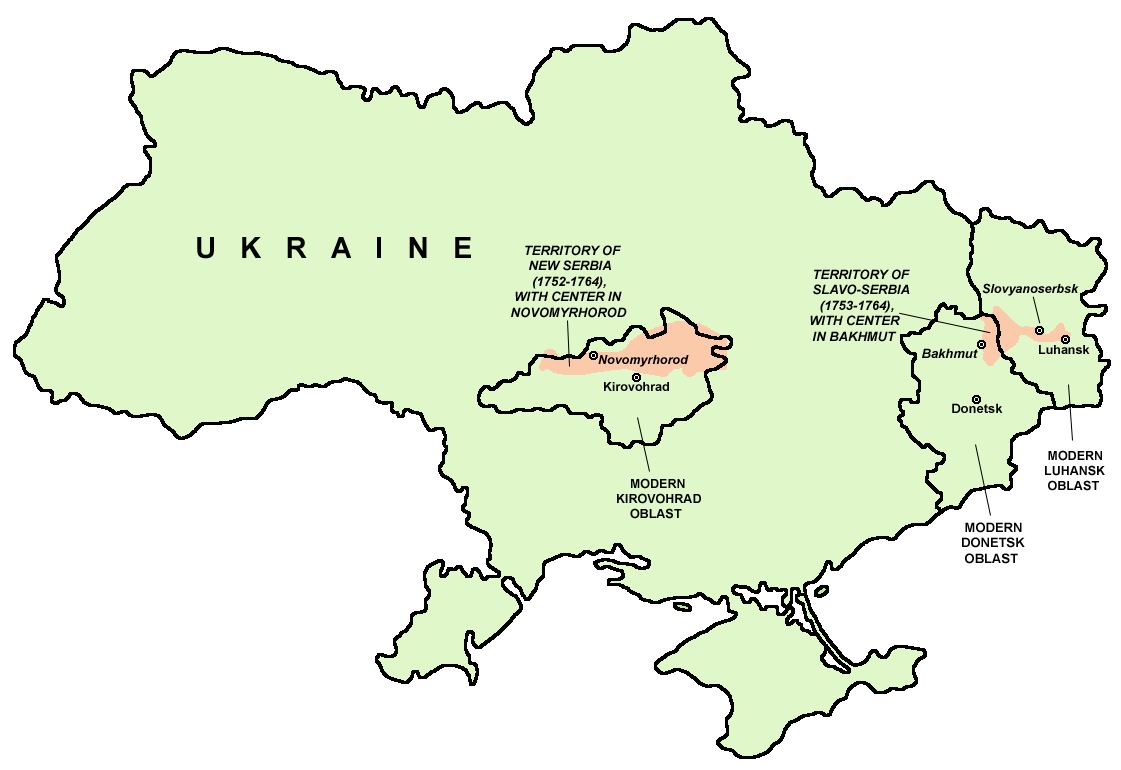
Lage in der Ukraine

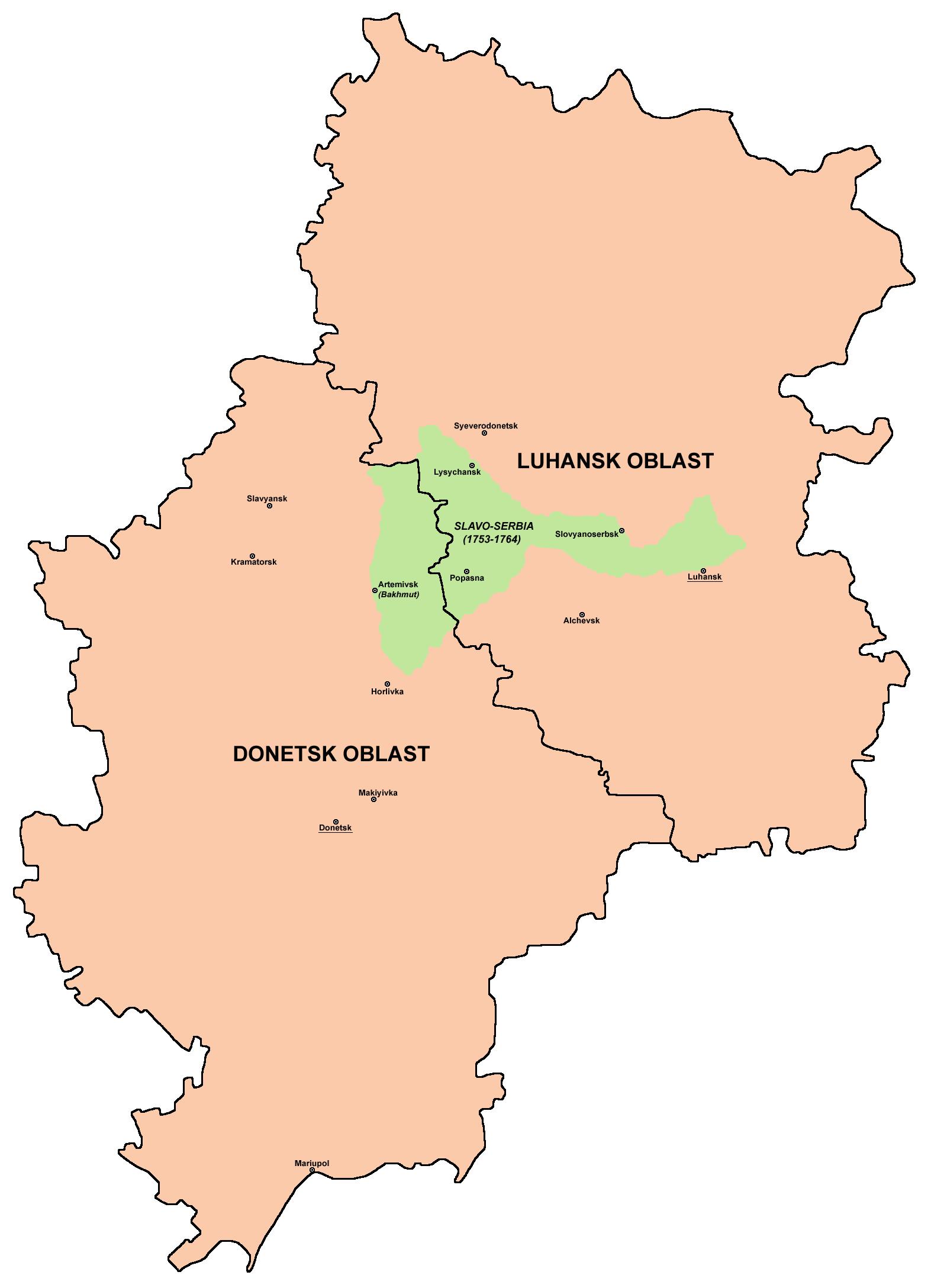

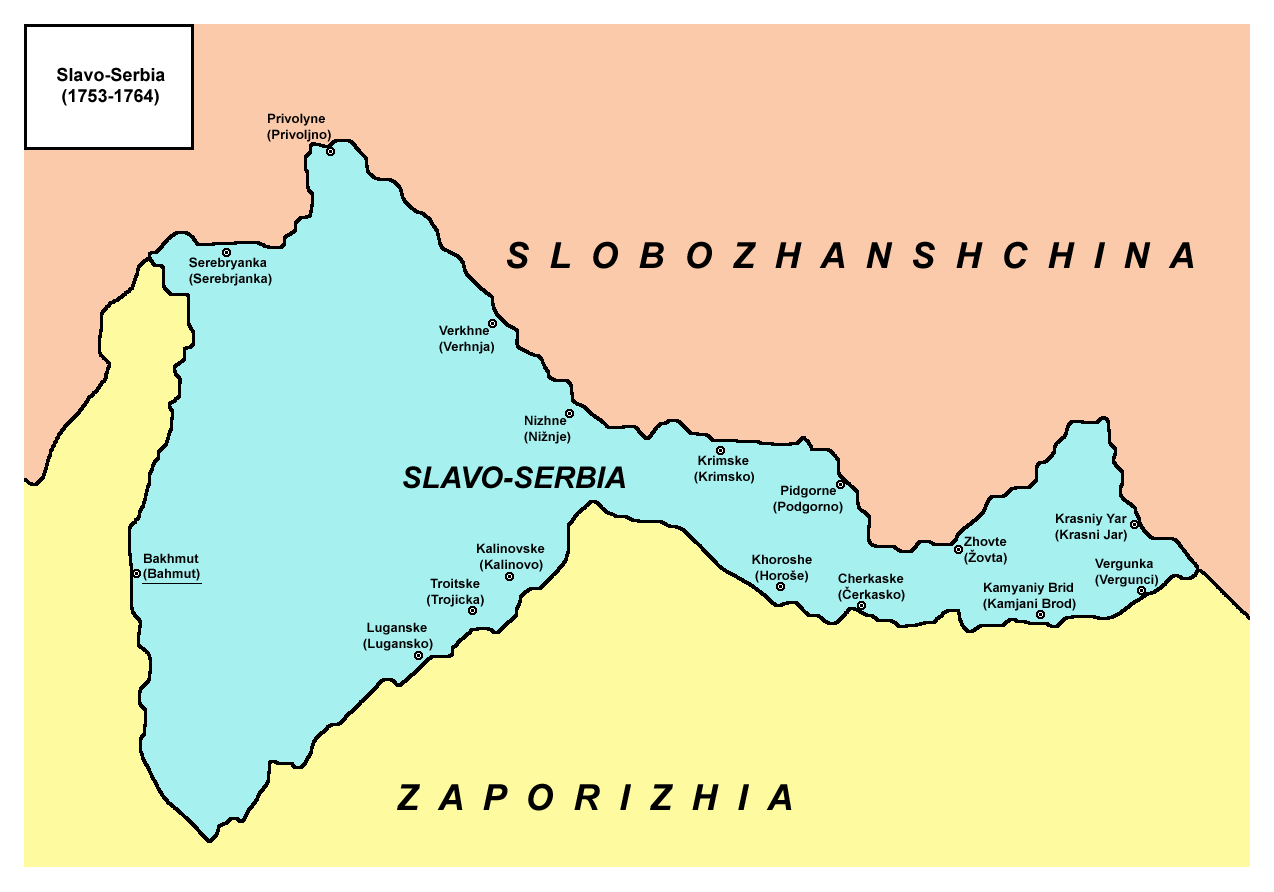
Militärstützpunkte in Slawenoserbien

Slawenoserbien (russisch: Славяносербия/Slawjanoserbija, serbisch: Славеносрбија/Slavenosrbija oder älter Славено-Сербія/Slaweno-Serbija) war ein serbisches Militärverwaltungsgebiet im Russischen Reich, das sich aus dem bereits unter dem Zaren Peter I. begründeten serbischen Husarenregiments des Iwan Albanes (Иван Албанез) und nach einem Erlass des Regierungssenats (Правительствующий Сенат) des Russischen Reichs, unter dessen direkter Jurisdiktion Slawenoserbien stand, im Jahr 1753 bildete, 1764 wieder aufgelöst und in das neubegründete Ujesd Donez eingegliedert wurde. Demnach folgte es dem Militärverwaltungsgebiet Neuserbiens (Новая Сербия), das 1752 unter der Befehlsgewalt des in Russland zum General ernannten Serben Iwan Horwat (Иван Хорват) begründet wurde und ebenso 1764 aufgelöst wurde.

## Geographie
Der westliche Teil Slawenoserbiens liegt in der heutigen Oblast Luhansk, der Ostteil Slawenoserbiens in der Oblast Rostow in Russland. Noch heute existiert in der Oblast Luhansk ein Rajon mit dem Namen Slowjanoserbsk (ukrainisch Слов'яносербський район), sowie die Kleinstadt Slowjanoserbsk (ukrainisch Слов'яносербськ, russisch Славяносербск), der damalige Sitz des örtlichen Oberkommandos und das heutige Verwaltungszentrum des gleichnamigen Rajons. Umschlossen wurde Slawenoserbien nördlich vom Siwerskyj Donez, südlich vom Luhan (Лугань) und westlich vom Bachmut (Бахмут).
Slawenoserbien hatte eine Festung Bachmut am rechten Ufer des Bachmut. Weitere Militärstützpunkte waren Schanzen. In West-Ost-Richtung am linken Ufer des Luhan liegen folgenden Orte: Luhanske, Trojizke, Kalinowske, Chorosche, Tscherkaske, Kamjanyj Brid, Werhunka und in West-Ost-Richtung am rechten Ufer des Siwerskyj Donez: Werchnje, Nyschnje, Krymske, Pidhorne, Schowte und Krasnyj Jar.

## Bevölkerung
Die Bevölkerung bestand zu Beginn mehrheitlich aus Militärpersonal aus dem Habsburger Reich. Die Generalmajore Iwan Schewitsch (Иван Шевич) und Rajko Preradowitsch (Райко Прерадович) waren für dieses Gebiet verantwortlich. Die Region hatte mehrere militärische Siedlungen und Stützpunkte neben diesen viele zivile neubegründete Ortschaften. Ausgangspunkt für die Migration, die bisweilen auch Die große Migration der Serben nach Russland (serbisch: Велика сеоба Срба у Русију) genannt wurde, war die Auflösung der Militärgrenze Potiska und der Militärgrenze Pomorischka in der heute serbischen Provinz Vojvodina und Westrumänien im Jahr 1751. Im selben Jahr begann zunächst sporadisch beginnend der Wegzug von Serben und Walachen nach Russland und setzte sich bis etwa 1770 fort. Mit der Begründung Slawenoserbiens zogen weitere Migranten, unter ihnen überwiegend Serben aber auch Rumänen, aus ihren Heimatländern in Südosteuropa hinzu.
Die Serben kamen anfänglich aus der Region der Militärgrenze Potiska aus den Ortschaften Martonoš, Kanjiža, Senta, Bečej, Turija, Srbobran, Bačko Gradište, Titel, Mošorin, u.w. und aus der Region der Militärgrenze Pomorischka aus den Ortschaften Pečka, Arad, Nađlak, Semlak, Pavliš, Jenova, Glogovac, Šoljmoš u.w.
Nach der Auflösung Slawenoserbiens existierte ein Bachmuter Husaren Regiment weiter, die übrige Bevölkerung jedoch integrierte sich nahezu vollständig in die russische Gemeinschaft. Später wurden die Serben komplett von der russischen Bevölkerung assimiliert.